# Rejon starokonstantynowski
Rejon starokonstantynowski – jednostka administracyjna wchodząca w skład obwodu chmielnickiego Ukrainy.
Rejon utworzony w 1923 z części powierzchni dawnych powiatów powiatu starokonstantynowskiego i zasławskiego, ma powierzchnię 1210 km² i liczy około 29 tysięcy mieszkańców. Siedzibą władz rejonu jest Starokonstantynów.
Na terenie rejonu znajdują się 1 miejska rada i 30 silskich rad, obejmujących w sumie 97 miejscowości.

## Miejscowości rejonu
- Andronówka (Андронівка)
- Bahłaje (Баглаї)
- Bergiele (Берегелі)
- Bowkuny (Бовкуни)
- Berezne[2][3] (Березне)
- Butowce (Бутівці)
- Chiżniki (Хижники)
- Czarna (Чорна)
- Czerniatyń Mały (Малий Чернятин)
- Czerniatyń Wielki (Великий Чернятин)
- Czerwona Semenówka (Червона Семенівка)
- Demkowce (Демківці)
- Derkacze (Деркачі)
- Dębinа (Дубина)
- Dracze (Драчі)
- Eliaszówka (Ілляшівка)
- Futory (Хутори)
- Gromówka (Громівка)
- Hnatki (Гнатки)
- Hryhorówka[4][5] (Григорівка)
- Hrybieninka (Грибенинка)
- Hubcza (Губча)
- Hubin (Губин)
- Irszki (Іршики)
- Iwki (Івки)
- Jaremcze (Яремичі)
- Jemce (Ємці)
- Józefówka (Йосипівка)
- Kalinówka (Калинівка)
- Kapuścin (Капустин)
- Karaimówka (Караїмівка)
- Kątówka (Кантівка)
- Kisiele (Киселі)
- Korzówka (Коржівка)
- Kościaniec (Костянець)
- Krasnosiółka (Красносілка)
- Krągliki (Круглики)
- Krucza (Круча)
- Krynica (Криниця)
- Kuczówka (Кучівка)
- Lewkówka (Левківка)
- (Ленінське)
- Lisińce (Лисинці)
- Ładyhy (Ладиги)
- Łanek (Ланок)
- Łażowa (Лажева)
- Macewicze Małe (Малі Мацевичі)
- Macewicze Wielkie (Великі Мацевичі)
- Macharyńce (Махаринці)
- Malki (Мальки)
- Małyszówka (Малишівка)
- Marcinówka (Мартинівка)
- Myrolubne (Миролюбне)
- Moroziwka (Морозівка)
- Napadówka[6][7] (Нападівка)
- Niemirówka (Немирівка)
- Niemierzyńce[8][9] (Немиринці)
- Nowosielica (Новоселиця)
- Ohijowce (Огіївці)
- Orzechówka[10] (Оріхівка)
- Ostropol (Старий Остропіль)
- Partyńce (Партинці)
- Paszkowce (Пашківці)
- Pichcieje (Пихтії)
- Pidhirne (Підгірне)
- Pieńki (Пеньки)
- (Першотравневе)
- Pisarzówka[11] (Писарівка)
- Połówniki (Половинники)
- Popowce (Попівці)
- Prochorówka (Прохорівка)
- Radkowce (Радківці)
- Rajki (Райки)
- Reszniwka (Решнівка)
- Rasztówka (Раштівка)
- Sachnowce (Сахнівці)
- Samczyki (Самчики)
- Samczyńce (Самчинці)
- Serbinówka (Сербинівка)
- Seweryny (Северини)
- Semerynki[12] (Семиреньки)
- Skoworodki (Сковородки)
- Starokonstantynów (Старокостянтинів)
- Stecki (Стецьки)
- Stepek (Степок)
- (Шевченка)
- Werborodyńce (Вербородинці)
- Wesołе (Веселе)
- Wierzbóweczka (Вербівочка)
- Werchniaki (Верхняки)
- Wieśnianka (Веснянка)
- Wiśniopol (Вишнопіль)
- Wiśniopol Mały (Малий Вишнопіль)
- Wolica Kierekieszyna (Волиця-Керекешина)
- Wronkowce (Воронківці)
- Zagórne (Загірне)
- Zalesie (Залісся)
- Zełenci (Зеленці)
- Żabcze (Жабче)